# Geo Metro
Geo Metro – samochód osobowy klasy miejskiej produkowany pod amerykańską marką Geo w latach 1989 – 1998.

## Pierwsza generacja

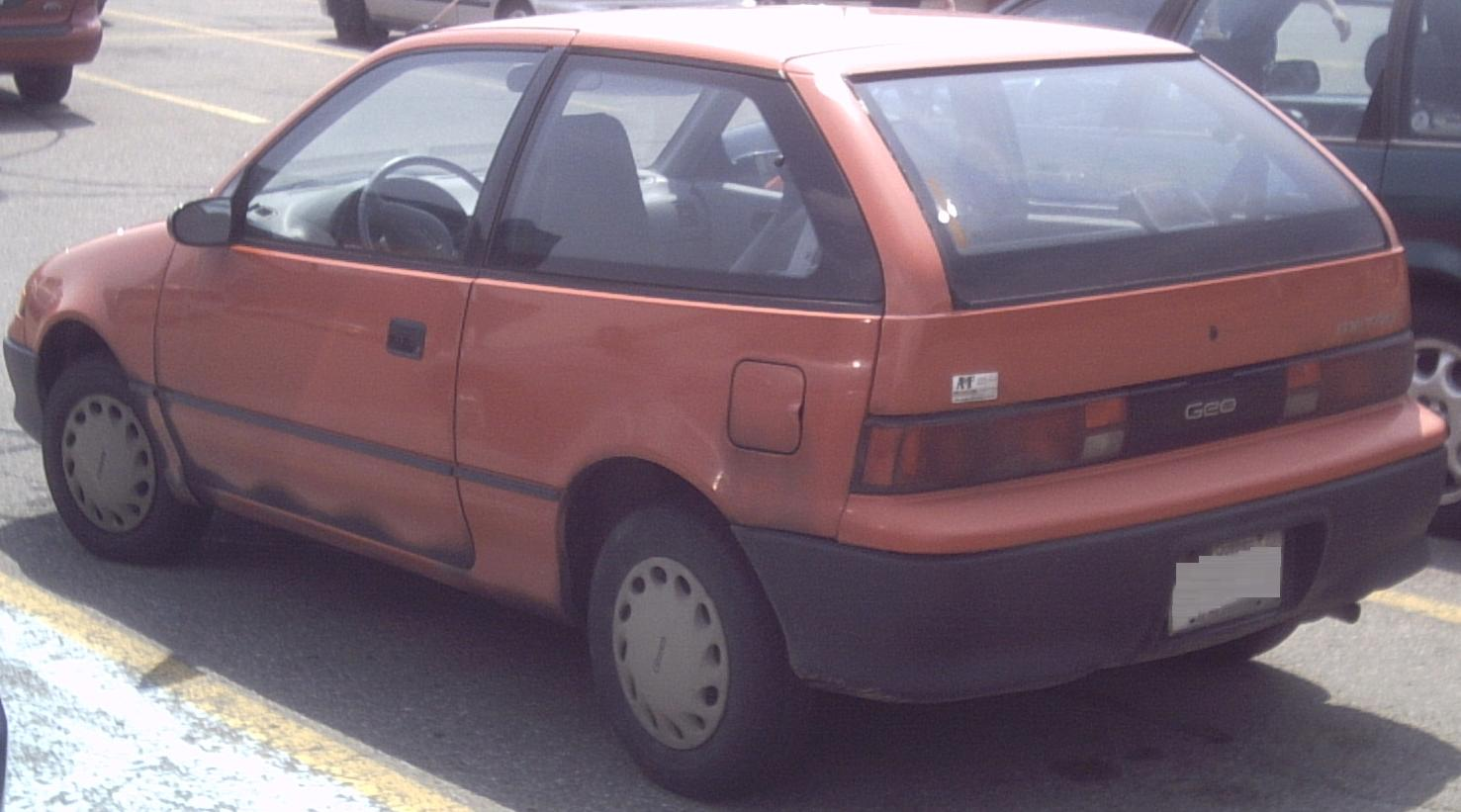
Geo Metro I - tył

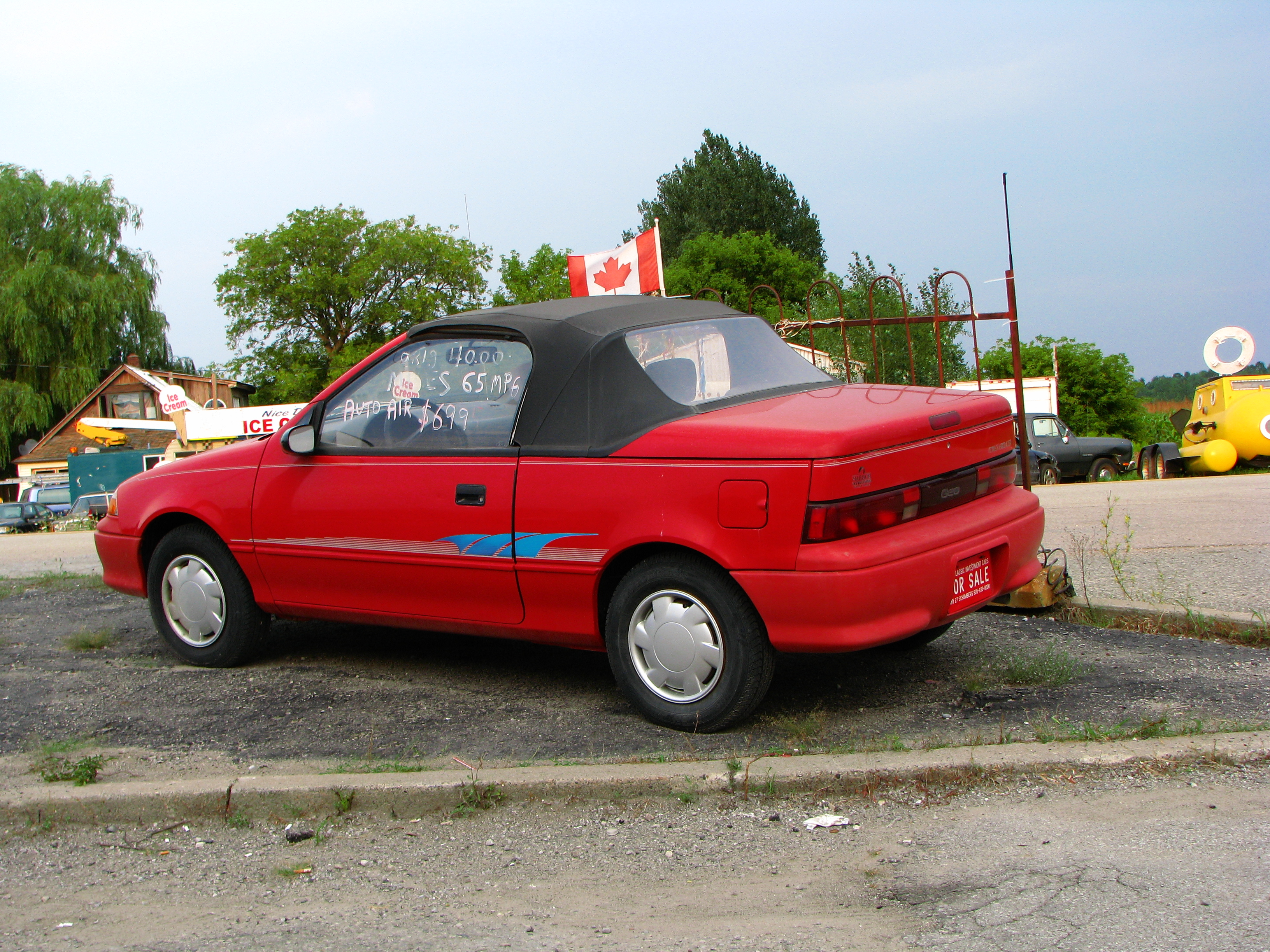
Geo Metro I Cabrio

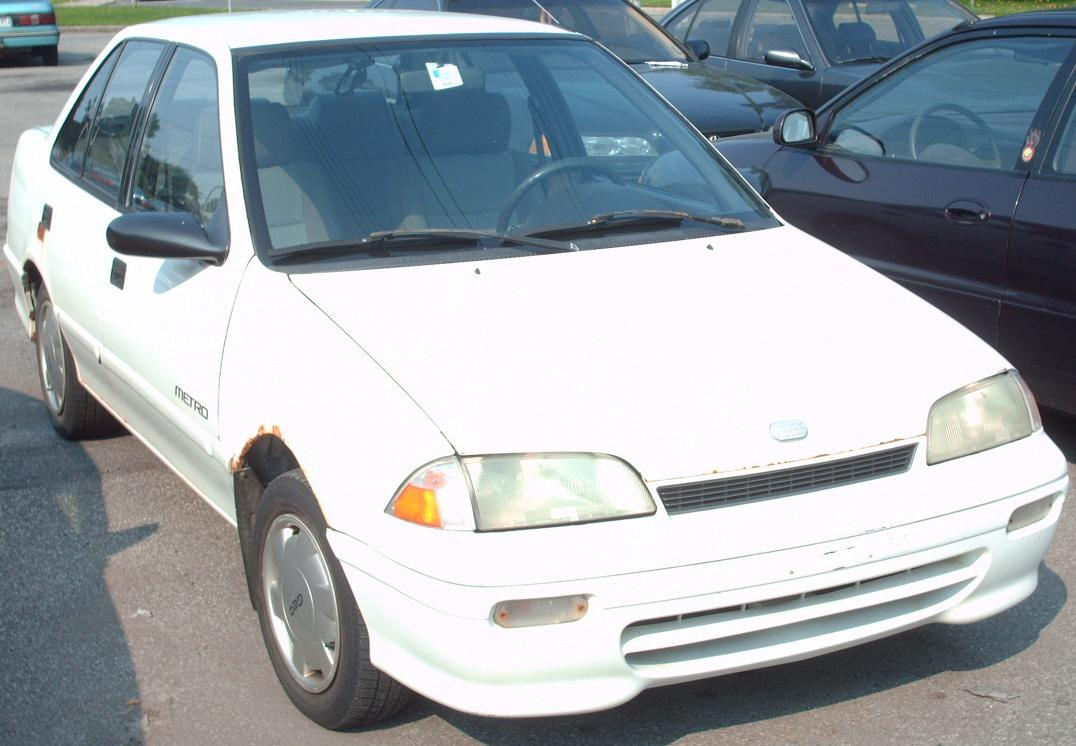
Geo Metro I Sedan po liftingu

Geo Metro I został zaprezentowany po raz pierwszy w 1989 roku.
Po tym, jak pod koniec lat 80. XX wieku koncern General Motors utworzył nową markę Geo, oferta firmy została poszerzona w 1989 roku o nowy miejski model Metro. Samochód powstał w ramach zakrojonej wówczas na szeroką skalę współpracy z japońskim Suzuki jako bliźniacza wersja oferowanego równolegle na rynku Ameryki Północnej modelu Swift. Dodatkowo, w Kanadzie dostępne były jeszcze dwa dodatkowe bliźniacze modele - Chevrolet Sprint (później wycofany na rzecz Geo Metro) i Pontiac Firefly.
Samochód przeszedł w ostatnim roku produkcji restylizację przedniej części nadwozia, w ramach której pojawiły się większe reflektory i zarazem mniejsza powierzchnia maski. W ten sposób Geo Metro upodobniło się do oferowanego m.in. w Europie Suzuki Swift.

### Silniki
- L3 1.0 G10
- L3 1.0 G10T
- L3 1.3 G13A
- L4 1.3 G13B
- L4 1.5 G15A
- L4 1.6 G16

## Druga generacja

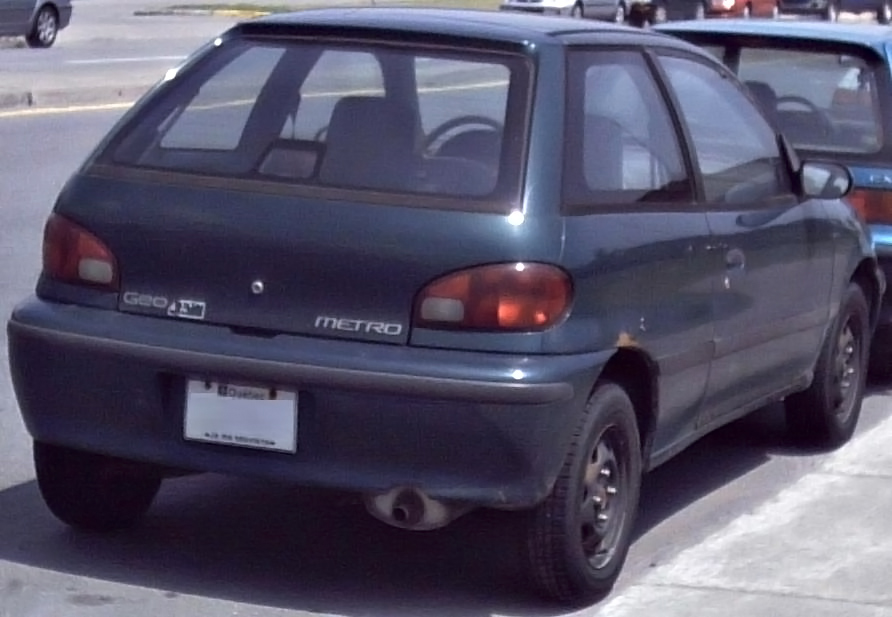
Geo Metro II - tył

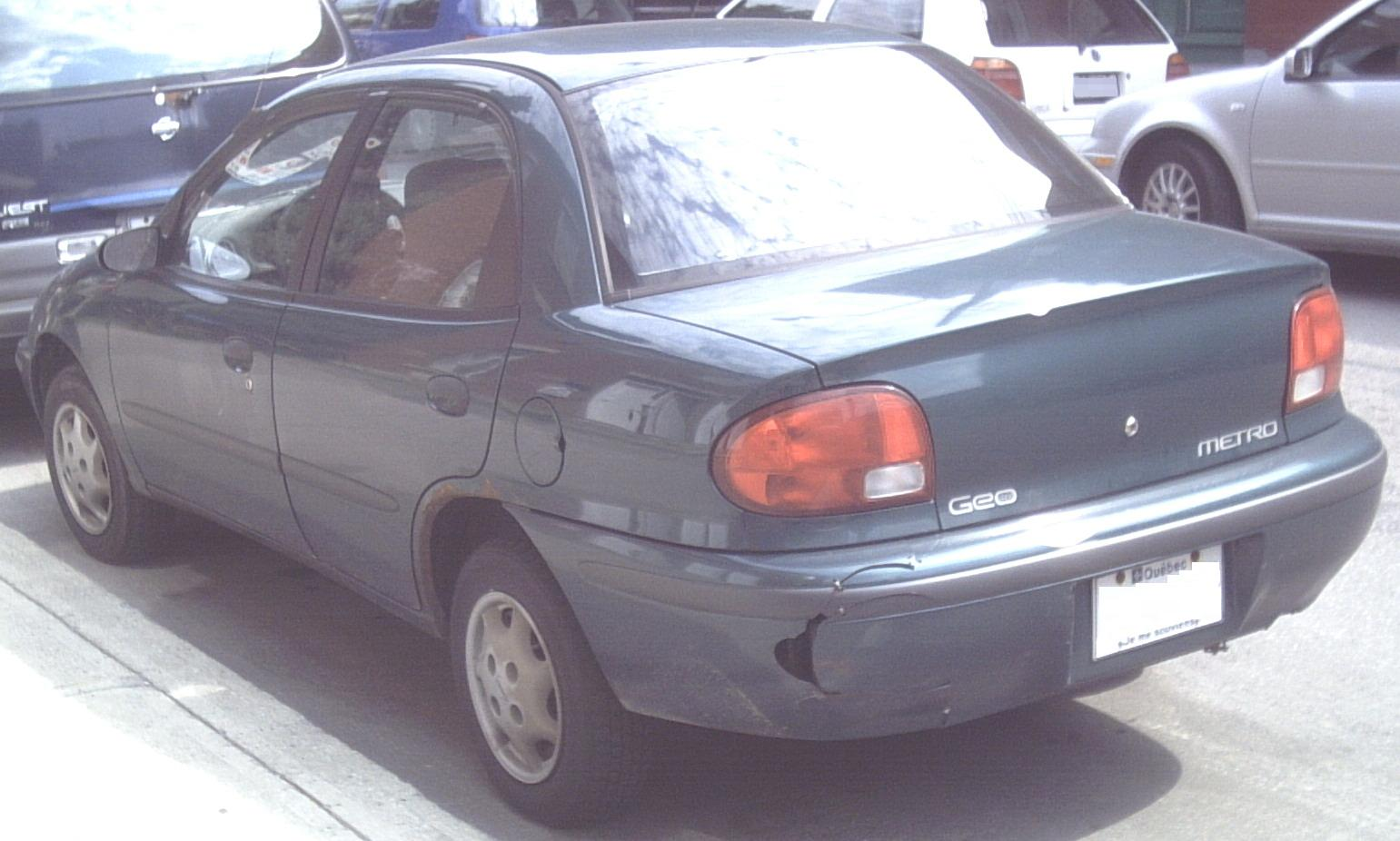
Geo Metro II Sedan

Geo Metro II został zaprezentowany po raz pierwszy w 1994 roku.
W 1994 roku General Motors postanowiło przedstawić zupełnie nową odsłonę miejskich samochodów opracowanych razem z Suzuki, które tym razem zbudowano specjalnie z myślą o rynku północnoamerykańskim, niezależnie od innych rynków. Geo Metro II, podobnie jak bliźniaczy Pontiac Firefly i Suzuki Swift na lokalny rynek, zyskał charakterystyczną krągłą sylwetkę. Samochód dostępny był tym razem już tylko jako 3-drzwiowy hatchback lub 4-drzwiowy sedan.

### Zmiana nazwy
W 1998 roku General Motors podjęło decyzję o likwidacji marki Geo i całkowitym włączeniu jej oferty modelowej w skład portfolio Chevroleta. W ten sposób, Geo Metro zostało przemianowane na Chevroleta Metro, pozostając w sprzedaży do 2001 roku.

### Popularność
Geo Metro był jednym z najbardziej ekonomicznych samochodów sprzedawanych na amerykańskim rynku (spalanie paliwa na poziomie 5 litrów/100 km). Odniósł umiarkowaną popularność – roczna wielkość sprzedaży w szczytowym okresie wyniosła nieco ponad 100 000 egzemplarzy. Na rynku wtórnym znaczny wzrost zainteresowania samochodem odnotowano w 2008 roku, w następstwie gwałtownego wzrostu cen paliw.

### Silniki
- L3 1.0l LP2
- L4 1.3l L72
- L4 1.3l LY8